# Encosta Inferior do Nordeste
Encosta Inferior do Nordeste é a denominação para uma região fisiográfica do Rio Grande do Sul. Seus principais municípios são Santa Cruz do Sul, Venâncio Aires, Montenegro, Encantado, Lajeado, Taquari, Santo Antonio, Sobradinho e Candelária.
Possui área de 15.847 km² e faz divisa ao norte com a Encosta Superior do Nordeste, ao sul com a Depressão Central, ao leste com o Litoral e ao oeste com o Planalto Médio. Está situada em altitude entre 50 a 100 m no sul e 500 a 600 m no norte. É composta de relevo inclinado onde ocorrem principalmente derrames basálticos, além de derrames e folhelhos sílticos.
Toda a encosta é coberta de floresta latifoliada. Ocorre contato com os pinhais no oeste e nos Aparados da Serra. Na parte central, onde ocorre a divisa com a Encosta Superior do Nordeste, ela se comunica com a floresta latifoliada e pinhais.